# خطمية هلبية
الخطمي الهلبي (الاسم العلمي: Alcea setosa) نوع نباتي ينتمي إلى جنس الخطمي من الفصيلة الخبازية.